# Domenico Romizzi
Domenico Romizzi fue un deportista italiano que compitió en remo como timonel. Ganó tres medallas en el Campeonato Europeo de Remo entre los años 1905 y 1907.

## Palmarés internacional
| Campeonato Europeo | Campeonato Europeo    | Campeonato Europeo | Campeonato Europeo |
| Año                | Lugar                 | Medalla            | Prueba             |
| ------------------ | --------------------- | ------------------ | ------------------ |
| 1905               | Gante (Bélgica)       | Medalla de bronce  | Dos con timonel    |
| 1906               | Pallanza (Italia)     | Medalla de bronce  | Ocho con timonel   |
| 1907               | Estrasburgo (Francia) | Medalla de plata   | Ocho con timonel   |